# Pakem
Pakem ist ein Distrikt (Kecamatan) im Regierungsbezirk (Kabupaten) Sleman der Sonderregion Yogyakarta im Süden der Insel Java. Der Kecamatan liegt im Norden des Kabupatens. Er zählte Ende 2021 38.107 Einwohner auf 43,84 km² Fläche.

## Geographie
Der Distrikt Pakem hat folgende Kecamatan als Nachbarn:
| Richtung0000 | Name Kec.   | Kabupaten | Provinz     |
| Westen       | Turi        | Sleman    | DIY*        |
| Norden       | Srumbung    | Magelang  | Zentraljava |
| Osten        | Cangkringan | Sleman    | DIY         |
| Südosten     | Ngemplak    | Sleman    | DIY         |
| Süden        | Ngaglik     | Sleman    | DIY         |

* D.I.Yogyakarta

## Verwaltungsgliederung
Der Kecamatan (auch Kapanewon genannt) gliedert sich in fünf ländliche Dörfer (Desa, auch Kalurahan genannt):
| PUM-Code 1    | Desa          | Fläche (km²) | Bevölkerung zur Volkszählung 2 | Bevölkerung zur Volkszählung 2 | Bevölkerung zur Volkszählung 2 | Bevölkerung zur Volkszählung 2 | Bevölkerung zur Volkszählung 2 | Bevölkerung zur Volkszählung 2 | Padu- kuhan 4 | RW/ RT 5 |
| PUM-Code 1    | Desa          | Fläche (km²) | 002000                         | 002010                         | Männer                         | Frauen                         | 2020                           | Dichte 3                       | Padu- kuhan 4 | RW/ RT 5 |
| ------------- | ------------- | ------------ | ------------------------------ | ------------------------------ | ------------------------------ | ------------------------------ | ------------------------------ | ------------------------------ | ------------- | -------- |
| 34.04.16.2001 | Purwobinangun | 13,48        | 6.794                          | 8.579                          | 4.702                          | 4.757                          | 9.459                          | 701,7                          | 14            | 36/76    |
| 34.04.16.2002 | Candibinangun | 6,36         | 4.772                          | 5.682                          | 3.116                          | 3.216                          | 6.332                          | 995,6                          | 12            | 25/53    |
| 34.04.16.2003 | Harjobinangun | 5,52         | 4.009                          | 5.472                          | 3.054                          | 3.210                          | 6.264                          | 1.134,8                        | 11            | 24/52    |
| 34.04.16.2004 | Pakembinangun | 4,18         | 5.399                          | 6.647                          | 3.293                          | 3.391                          | 6.684                          | 1.599,0                        | 10            | -/47     |
| 34.04.16.2005 | Hargobinangun | 14,30        | 7.052                          | 8.289                          | 4.231                          | 4.350                          | 8.581                          | 600,1                          | 12            | 24/64    |
| 34.04.16      | Kec. Pakem    | 43,85        | 28.026                         | 34.669                         | 18.396                         | 18.924                         | 37.320                         | 851,1                          | 59            | 109/292  |

* Alternative Schreibweise der Dörfer (BPS): Purwo Binangun, Candi Binangun, Harjo Binangun, Pakem Binangun und Hargo Binangun.

## Demographie
Grobeinteilung der Bevölkerung nach Altersgruppen (zum Zensus 2020)
| Altersgruppen | 00Männer | 00Frauen | zusammen |
| ------------- | -------- | -------- | -------- |
| 0 – 14        | 3.965    | 3.751    | 7.716    |
| 15 – 64       | 12.664   | 12.878   | 25.542   |
| 65+           | 1.767    | 2.295    | 4.062    |
| gesamt        | 18.396   | 18.924   | 37.320   |
| anteilig (%)  |          |          |          |
| 0 – 14        | 21,55    | 19,82    | 20,68    |
| 15 – 64       | 68,84    | 68,05    | 68,44    |
| 65+           | 9,61     | 12,13    | 10,88    |

### Bevölkerungsentwicklung
In den Ergebnissen der sieben Volkszählungen seit 1961 ist folgende Entwicklung ersichtlich:
| Einheit/Jahr     | 1961         | 1971         | 1980         | 1990         | 2000         | 2010         | 2020         |
| ---------------- | ------------ | ------------ | ------------ | ------------ | ------------ | ------------ | ------------ |
| Kec. Ngemplak    | 24.886       | 25.912       | 26.762       | 26.865       | 28.026       | 34.669       | 37.320       |
| Anteil in %      | 4,82         | 4,40         | 3,95         | 3,44         | 3,11         | 3,17         | 3,31         |
| Kab. Sleman      | 516.653      | 588.313      | 677.323      | 780.334      | 901.377      | 1.093.110    | 1.125.804    |
| Sonderregion DIY | 00 2.231.062 | 00 2.487.177 | 00 2.750.025 | 00 2.912.611 | 00 3.120.478 | 00 3.457.491 | 00 3.66.8719 |